# Граммикеле
Граммикеле (итал. Grammichele) — коммуна в Италии, располагается в регионе Сицилия, подчиняется административному центру Катания.
Население составляет 13 225 человек (на 2004 г.), плотность населения составляет 422 чел./км². Занимает площадь 30 км². Почтовый индекс — 95042. Телефонный код — 0933.
Покровителем коммуны почитается Архангел Михаил. Праздник ежегодно празднуется 8 мая.